# Kazimierz Adam Miczyński
Kazimierz Adam Miczyński (ur. 24 sierpnia 1899 w Nowym Sączu, zm. 23 września 1956 w Krakowie) – polski botanik i genetyk.

## Życiorys
Był synem Kazimierza Jana Miczyńskiego i Natalii z Korabiewskich (1871–1945). Studiował na Uniwersytecie Lwowskim. Absolwent Akademii Rolniczej w Dublanach. W 1925 roku uzyskał stopień doktora. Naukę kontynuował w Londynie i Paryżu. Po powrocie do kraju był pracownikiem Politechniki Lwowskiej i Akademii Rolniczej w Dublanach, gdzie pełnił stanowisko kierownika Zakładu Hodowli Roślin. W 1932 roku uzyskał stopień doktora habilitowanego na Uniwersytecie Jagiellońskim. 11 listopada 1937 został odznaczony Złotym Krzyżem Zasługi za zasługi na polu pracy naukowej.
Po II wojnie światowej pracował na UJ i w Wyższej Szkole Rolniczej w Krakowie. Od 1945 roku profesor nadzwyczajny w Katedrze Uprawy Roli i Roślin Uniwersytetu Jagiellońskiego. W 1946 roku uzyskał stanowisko profesora zwyczajnego w Katedrze Uprawy Roślin i Doświadczalnictwa, a w 1953 w Wyższej Szkole Rolniczej w Krakowie.
Kazimierz Adam Miczyński opisał nowe odmiany pszenicy.
Od 1924 roku był mężem Barbary z Dutkiewiczów (1896–1956).

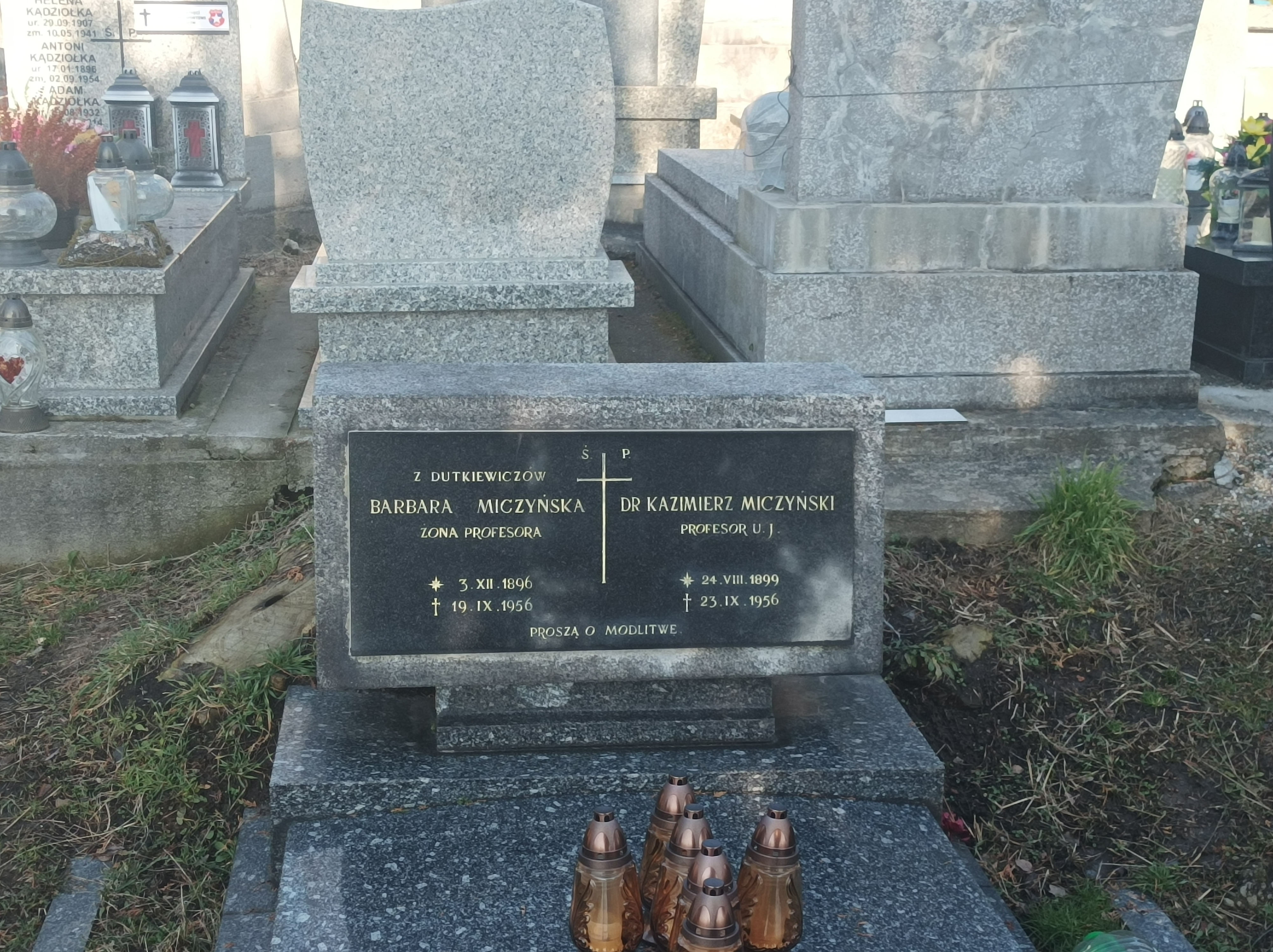
Grób prof. Kazimierza Miczyńskiego na cmentarzu Salwatorskim

Zmarł 23 września 1956 (cztery dni po śmierci żony). Został pochowany na Cmentarzu Salwatorskim w Krakowie (sektor SC12-14-35).